# More Than Just a Dream
More Than Just a Dream è il secondo album in studio del gruppo musicale statunitense Fitz and The Tantrums, pubblicato il 7 maggio 2013.

## Singoli
Out of My League è stato pubblicato come primo estratto il 7 marzo 2013.
The Walker è stato pubblicato come secondo estratto il 20 settembre 2013.
Fools Gold è stato pubblicato come terzo estratto il 5 settembre 2014.

## Tracce
Tutte le tracce sono state scritte e composte dai Fitz and the Tantrums tranne dove indicato.
1. Out of My League – 3:31
2. Break the Walls (Fitz and the Tantrums, Chris Seefried, Sia Furler) – 3:36
3. The Walker – 3:53
4. Spark (Fitz and the Tantrums, Dave Bassett) – 3:19
5. 6AM – 4:30
6. Fools Gold (Fitz and the Tantrums, Dave Bassett) – 3:35
7. Keepin Our Eyes Out – 3:09
8. Last Raindrop (Fitz and the Tantrums, Chris Seefried) – 4:03
9. House on Fire (Fitz and the Tantrums, Chris Seefried) – 3:28
10. The End – 3:47
11. Get Away (Fitz and the Tantrums, Chris Seefried) – 2:56
12. MerryGoRound – 3:32

## Formazione
- Michael Fitzpatrick – voce, tastiere
- Noelle Scaggs – voce, percussioni
- James King – sassofono, flauto
- Joseph Karnes – basso
- Jeremy Ruzumna – tastiere
- John Wicks – batteria, percussioni